# Serrasentis fotedari
Serrasentis fotedari är en hakmaskart som beskrevs av Gupta och Fatma 1979. Serrasentis fotedari ingår i släktet Serrasentis och familjen Rhadinorhynchidae. Inga underarter finns listade i Catalogue of Life.